# 阿列細亞的阿里斯托梅尼
阿里斯托梅尼，出身阿卡納尼亞的阿列細亞（Alyzia），是托勒密埃及托勒密五世的攝政和首相。
阿里斯托梅尼在前216年以後的某刻移居埃及，並在前201年取代原特勒波勒摩斯，成為攝政。在前197年到前196年間，當托勒密五世已經年滿12歲可以親政時，阿里斯托梅尼仍舊擔任首相，在前196年三月所發布的孟斐斯詔令（即羅塞塔石碑）中可知阿里斯托梅尼他的職位。在前193年，托勒密五世殺了阿里斯托梅尼。

## 來源
- 波利比烏斯, xv.25 （页面存档备份，存于）, 31 （页面存档备份，存于）
- Edwyn Bevan, The House of Ptolemy, Chapter 7, passim （页面存档备份，存于）
- Walter Ameling, "Aristomenes [2]" in Der neue Pauly vol. 1 pp. 1115-1116